# Завалко Ольга Калістратівна
Ольга Калістратівна Завалко (? — ?) — українська радянська діячка, новатор сільськогосподарського виробництва, бригадир рільничої бригади колгоспу «Україна» Добровеличківського району Кіровоградської області. Депутат Верховної Ради УРСР 6-го скликання.

## Біографія
Народилася в селянській родині.
З 1950-х років — бригадир рільничої бригади колгоспу «Україна» Добровеличківського району Кіровоградської області.

## Нагороди
- ордени
- медалі